# 駒ヶ岳噴火津波

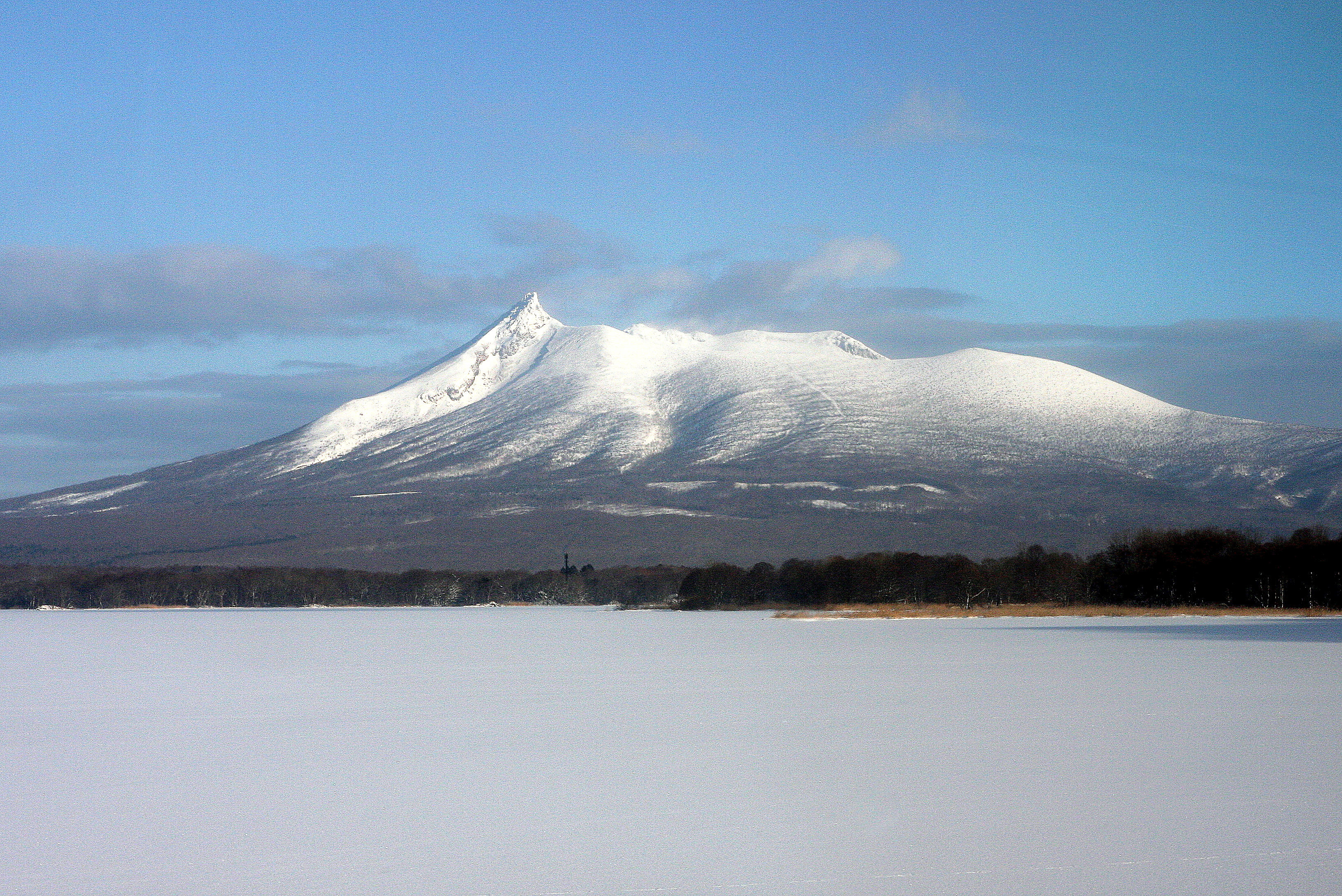
大沼から望む北海道駒ヶ岳。1640年の駒ヶ岳山体崩壊に伴う岩屑なだれにより、大沼、小沼、蓴菜（じゅんさい）沼が形成された。

駒ヶ岳噴火津波（こまがたけふんかつなみ）は、寛永17年（1640年）に、北海道駒ヶ岳の山体崩壊により発生した火山津波災害である。溺死者700人以上。この時の噴火は、古文書に記録の残る江戸時代以降の駒ヶ岳の噴火の中でも最大規模である。日本では、1792年島原大変肥後迷惑（雲仙眉山）、1741年寛保津波（渡島大島）に次ぐ、史上3番目に大きな火山津波災害となった。

## 火山活動の概要
- 火山爆発指数：VEI5[3][4][5]
- 総噴出物量：2.9km3[6]
- マグマ噴出量：1.1DREkm3[6]
- 発生した現象：マグマ噴火・岩屑なだれ・火山性津波

## 解説

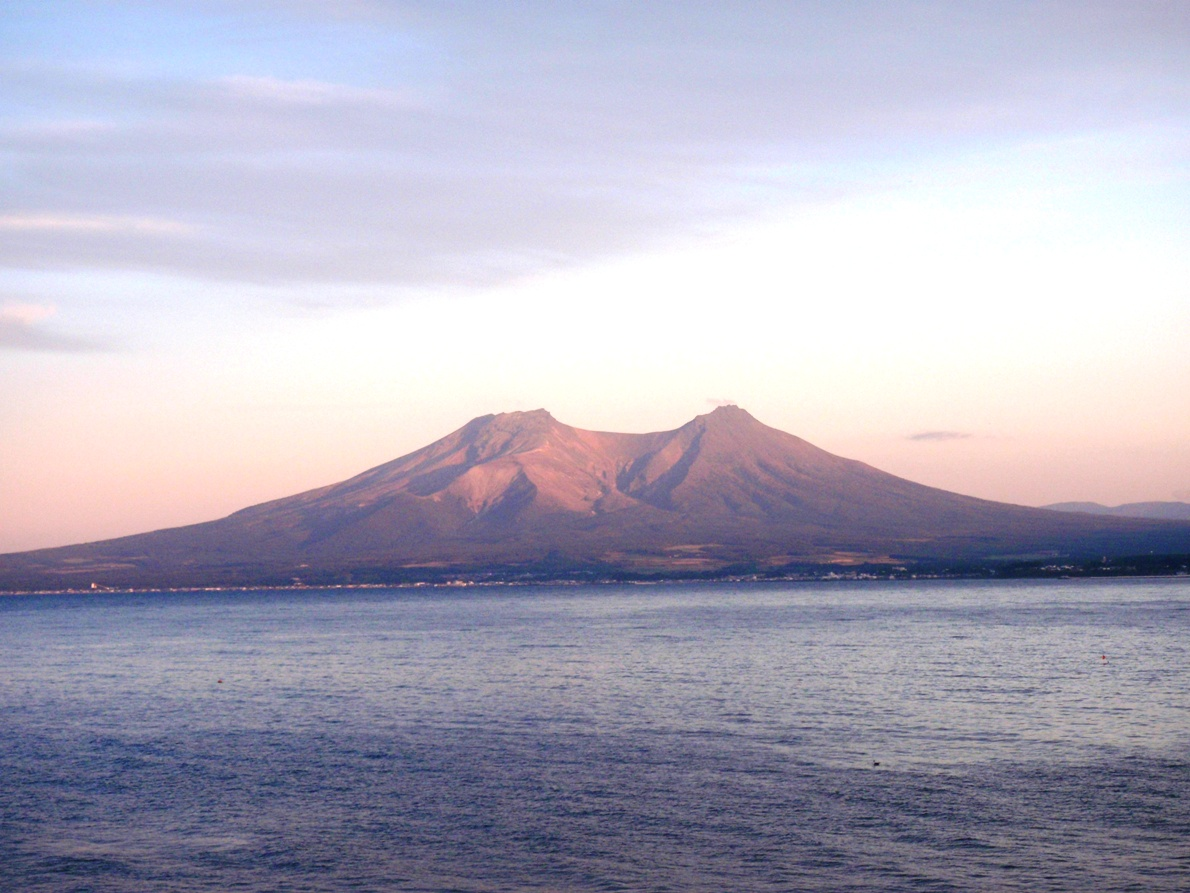
内浦湾沿岸の八雲町から望む駒ケ岳。ここから望んだ山容は2つのピークとえぐれた山腹が特徴である。寛永の噴火以前は円錐形であった。

寛永17年6月13日（1640年7月31日）、北海道駒ヶ岳は大規模な噴火活動を開始した。激しい山鳴りを伴い、その後山頂部が崩壊して大規模な岩屑なだれが発生。これが東に流下して内浦湾（噴火湾）になだれ込んだため、大津波が発生した。津波の規模はMt7.9-8.2。亀田から十勝にかけて津波を記録したとされ、有珠（現在の洞爺湖町有珠）では津波の高さが7.5 mに達したという。この津波によって700人以上が溺死し、船舶100余隻に被害が出たとされる。山体崩壊とともに火砕流（ブラスト）も発生し、8月2日までは火山灰や軽石の噴出が続いた。その後活動は急速に衰え、およそ70日後に静穏化した。

## 地形の変化
この時の岩屑なだれは、南麓では折戸川をせき止めて現在の大沼・小沼・蓴菜（じゅんさい）沼を形成しており、また、東麓では出来澗崎（できまざき）と呼ばれる岬を形成した。元々は標高1,700 mの円錐形の山体であった駒ヶ岳が、現在のような標高1,100 mの2つの馬蹄形カルデラを持つ山体となったのも、この時の山体崩壊が原因である。